# Idoxuridine
Idoxuridine là một loại thuốc chống vi-rút chống herpesvirus.
Nó là một chất tương tự nucleoside, một dạng deoxyuridine đã được sửa đổi, đủ tương tự để kết hợp với sự sao chép DNA của virus, nhưng nguyên tử iod được thêm vào thành phần cơ bản của uracil. Nó chỉ được sử dụng tại chỗ do độc tính trên tim. Nó được tổng hợp bởi William Prusoff vào cuối những năm 1950. Ban đầu được phát triển như một loại thuốc chống ung thư, idoxuridine trở thành tác nhân chống vi-rút đầu tiên vào năm 1962.

## Sử dụng lâm sàng
Idoxuridine chủ yếu được sử dụng tại chỗ để điều trị viêm giác mạc do herpes đơn giản. Các tổn thương biểu mô, đặc biệt là các cuộc tấn công ban đầu với loét đuôi gai, đáp ứng tốt nhất với điều trị, trong khi nhiễm trùng với sự tham gia của stromal thì ít đáp ứng hơn. Idoxuridine không hiệu quả đối với virus herpes simplex type 2 và varicella-zoster.

## Tác dụng phụ
Tác dụng phụ thường gặp của thuốc nhỏ mắt bao gồm kích ứng, mờ mắt và chứng sợ ánh sáng. Viêm giác mạc và tổn thương biểu mô giác mạc cũng có thể xảy ra. 

## Công thức và liều lượng
Idoxuridine có sẵn dưới dạng thuốc mỡ mắt 0,5% hoặc dung dịch nhỏ mắt 0,1%. Liều lượng của thuốc mỡ là cứ sau 4 giờ trong ngày và một lần trước khi đi ngủ. Liều lượng của dung dịch là 1 giọt trong túi kết mạc hàng giờ vào ban ngày và cứ sau 2 giờ vào ban đêm cho đến khi cải thiện dứt khoát, sau đó cứ sau 1 giờ lại giảm 1 giờ trong ngày và cứ sau 4 giờ vào ban đêm. Trị liệu được tiếp tục trong 3 trận4 ngày sau khi quá trình lành vết thương hoàn tất, như đã được chứng minh bằng nhuộm fluorescein.

## Tổng hợp

Tổng hợp idoxuridine: